# Mimon bennettii
Mimon bennettii (Gray, 1838) è un pipistrello della famiglia dei Fillostomidi diffuso nell'America meridionale.

## Descrizione

### Dimensioni
Pipistrello di medie dimensioni, con la lunghezza totale tra 85 e 95 mm, la lunghezza dell'avambraccio tra 54,6 e 60,7 mm, la lunghezza della coda tra 20 e 25 mm, la lunghezza del piede tra 15 e 17 mm, la lunghezza delle orecchie tra 36 e 38 mm.

### Aspetto
La pelliccia è lunga e lanosa. Le parti dorsali sono brunastre chiare, mentre le parti ventrali sono come il dorso. Il muso è relativamente corto, gli occhi sono piccoli. Sul mento è presente un profondo solco longitudinale. La foglia nasale è molto lunga e lanceolata. Le orecchie sono grandi, separate ed appuntite. Il trago è lungo ed appuntito. Le ali sono attaccate posteriormente sulle caviglie. La coda è lunga e si estende fino alla metà dell'ampio uropatagio. Il calcar è più lungo del piede. Il cariotipo è 2n=30 FN=56.

## Biologia

### Comportamento
Si rifugia in gruppi da 2 a 20 individui all'interno di grotte calcaree e talvolta nelle cavità degli alberi.

### Alimentazione
Si nutre di insetti e talvolta di piccoli uccelli e lucertole.

### Riproduzione
Danno alla luce un piccolo alla volta al culmine della stagione delle piogge.

## Distribuzione e habitat
Questa specie è diffusa nella Colombia orientale, Venezuela, Guyana, Suriname, Guyana francese e negli stati brasiliani di Amapá, Amazonas, Piauí, Bahia, Goiás, Minas Gerais, Mato Grosso do Sul, Espírito Santo, San Paolo, Paraná, Rio de Janeiro e Santa Catarina.
Vive in foreste semi-decidue e secche, foreste sempreverdi mature e nel cerrado.

## Conservazione
La IUCN Red List, considerata l'ampia diffusione e la relativa tolleranza a diversi tipi di habitat, classifica M.bennettii come specie a rischio minimo (Least Concern)).